# 산타 에울랄리아역
산타 에울랄리아 역(카탈루냐어: Santa Eulàlia)은 바르셀로나 지하철 1호선의 역이다. 루스피탈레트데류브레가트 시에 위치해 있으며, 바르셀로나 시와의 경계선 바로 안쪽에 자리잡고 있다. 역명은 인근의 산타에울랄리아 지역에서 따왔다.
산타 에울랄리아 역은 바르셀로나 산츠 역의 서쪽 입구부터 선로 남쪽 방면을 따라 나란히 들어서 있다. 역 내부 구조는 동쪽 방면은 지상에 위치, 서쪽 방면은 땅 속에 파묻힌 구조이며 96m 길이의 상대식 승강장 두 개가 들어서 있고 그 위로 지붕이 설치되어 있다. 지하쪽 대합실은 리에라블랑카 쪽 출구로, 지상쪽 대합실은 폰데라토라사 거리쪽 출구로 연결되어 있다. 역 남쪽에는 산타에울랄리아 차량기지가 바로 붙어 있다.
산타 에울랄리아 역은 한차례 위치가 변경된 바 있다. 1932년 지하철 1호선이 보르데타 역에서 이곳까지 연장되면서 처음 문을 열었는데 지금보다 서쪽으로 좀 더 튀어나온 지점에 있었다. 이후 1983년 토라사 역까지 다시 연장되면서 위치가 조정되었고, 새로 지은 산타 에울랄리아 역사와 너무 가까운 거리에 위치했던 보르데타 역은 폐역이 되었다.